# 让-克里斯托夫·拿破仑
拿破崙八世（法語：Napoléon VIII；1986年7月11日—），全名讓·克里斯托夫·路易·斐迪南·阿爾貝里克·拿破崙（法語：Jean Christophe Louis Ferdinand Albéric Napoléon），拿破崙家族族長，人稱「拿破崙親王」。
拿破仑七世夏爾·拿破崙之獨子，現任摩根史丹利的銀行分析師，也是法國的帝位覬覦者（有爭議），被波拿巴主義者尊為拿破崙八世（法語：Napoleon VIIl）。
1997年，其祖父拿破崙六世去世，遺囑剝奪了拿破仑七世的族長繼承權，「拿破崙親王」頭銜由拿破仑七世的11歲獨子讓-克里斯托夫·拿破崙繼承，人稱拿破崙八世。
| 前任 拿破仑六世 (或拿破崙七世) | 拿破崙家族之主 | 继任 路易·拿破崙王子 |